# Bonnie Pointer
Bonnie Pointer, all'anagrafe Patricia Eva Pointer (Oakland, 11 luglio 1950 – Los Angeles, 8 giugno 2020), è stata una cantante statunitense.

## Biografia
Nel 1972 fondò insieme alla sorella minore June il gruppo soul Pointer Sisters, formazione musicale eclettica (pop, Rhythm and blues, dance pop, soul, gospel) alla quale subito dopo si unirono le sorelle maggiori Anita e Ruth. Il gruppo vinse tre Grammy. 
Nel 1977 uscì dalla formazione per intraprendere la carriera da solista. Firmò un contratto con la Motown Records, per la quale pubblicò due album di successo alla fine degli anni settanta, ottenendo un buon successo a livello internazionale in particolar modo grazie a una cover in chiave disco del brano Heaven Must Have Sent You del gruppo vocale The Elgins pubblicata originariamente in versione R&B nel decennio precedente e facente parte del repertorio della Motown. Nello stesso periodo, nel 1978, si sposò con il produttore della Motown Jeffrey Bowen, dal quale si separò nel 2004 divorziando poi dieci anni più tardi. Pubblicò un ulteriore album dal consenso modesto nel 1984 con l'etichetta discografica Private I Records, per poi scomparire dalle scene musicali: ritornò sporadicamente al fianco delle sorelle in diverse riunioni con il gruppo d'origine. Pubblicò un nuovo album solista dopo quasi trent'anni, nel 2011, intitolato Like a Picasso e uscito per la Platinum Trini Entertainment.
È morta l'8 giugno 2020 per arresto cardiaco, come annunciato dalla sorella Anita alla quale era rimasta molto legata anche dopo essersi allontanata della formazione originale del gruppo. La sua ultima incisione fu in collaborazione con le Pointer Sisters per il brano Feels Like June, dedicato alla scomparsa di June Pointers avvenuta nel 2006: il disco fu pubblicato proprio nel 2020.

## Discografia
- 1978 - Bonnie Pointer (Motown Records)
- 1979 - Bonnie Pointer (Motown Records)
- 1984 - If the Price Is Right (Private I Records)
- 2011 - Like a Picasso (Platinum Trini Entertainment)